# Nationalallegorie

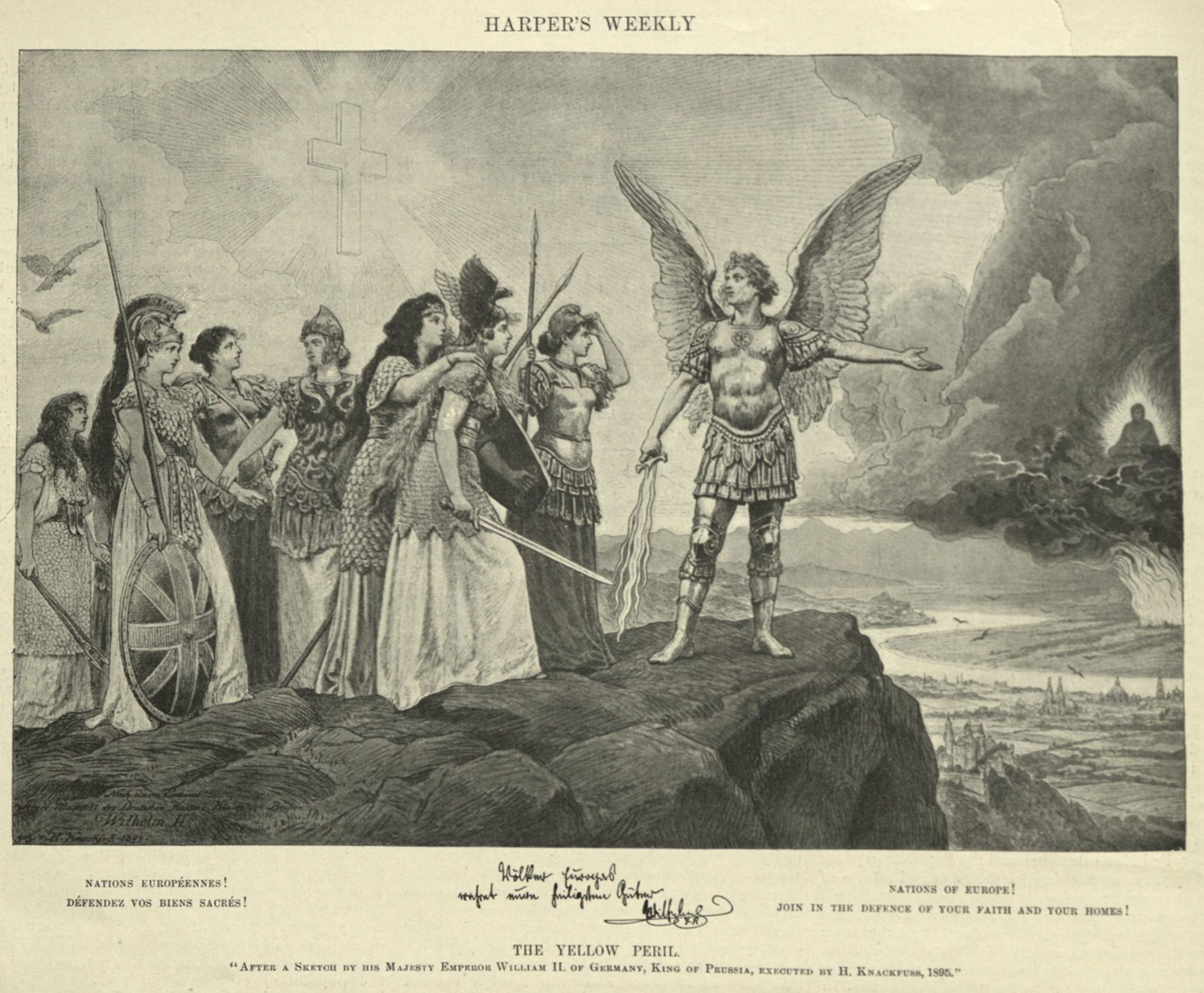
Hermann Knackfuß, 1895: Völker Europas: von links nach rechts: unbenannt, Britannia, Italia, Austria, Mütterchen Russland, Germania, Marianne; in der Bildmitte der Erzengel Michael

Eine Nationalallegorie ist eine allegorische Figur, die eine Nation und die ihr zugesprochenen Eigenarten verkörpert. So sie in menschlicher Gestalt erscheint, spricht man von einer nationalen Personifikation. Diese Allegorien können unterschiedliche Formen annehmen.

## Weibliche Allegorien

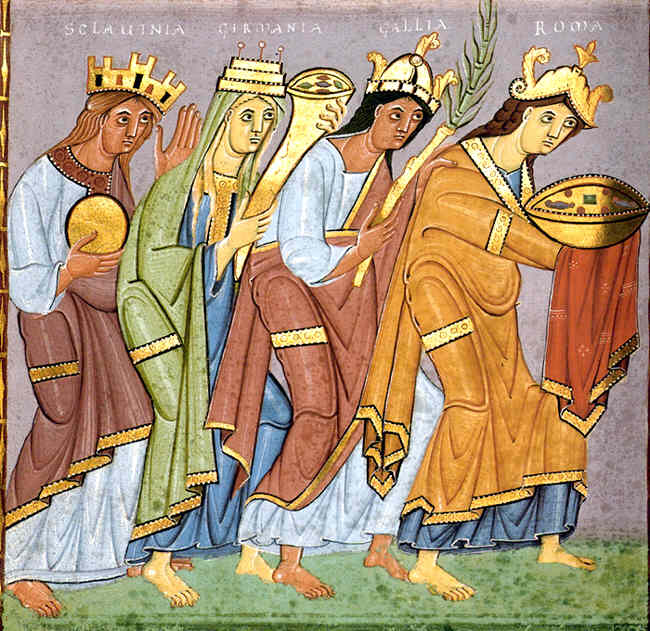
Sklavina, Germania, Gallia und Roma zollen Kaiser Otto III. Tribut (mittelalterliche Darstellung um 990)

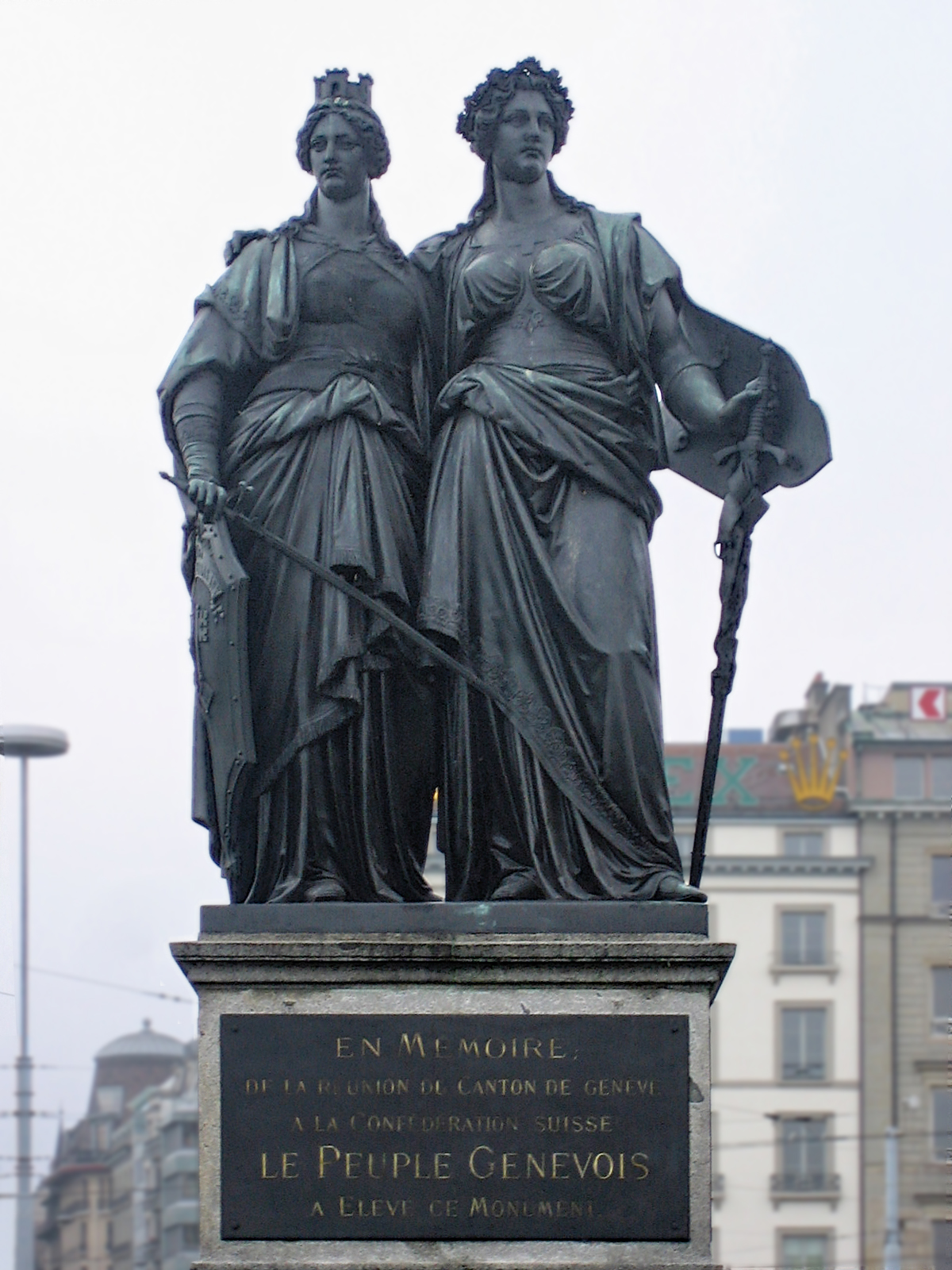
Geneva und Helvetia (schweizerisch, 1869)

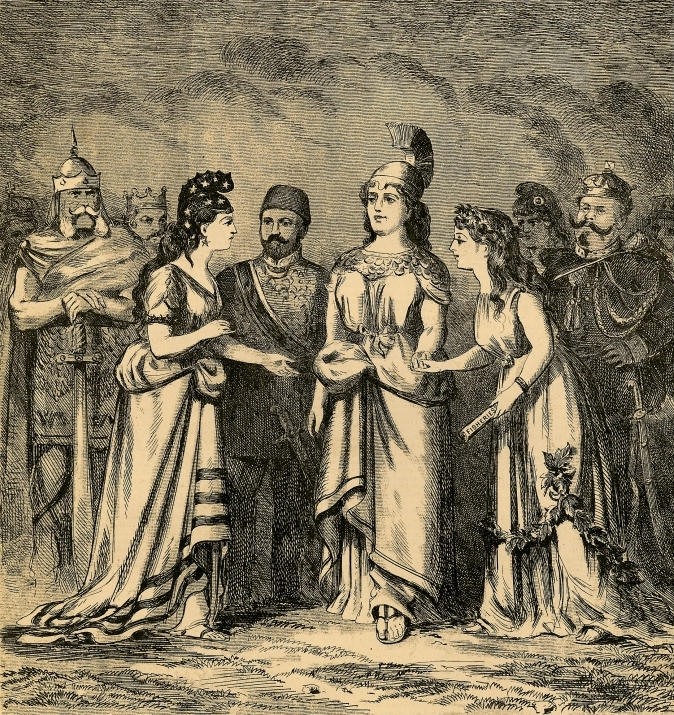
Canada an der Hand Britannias, gegrüßt von Columbia (kanadisch, 1871)

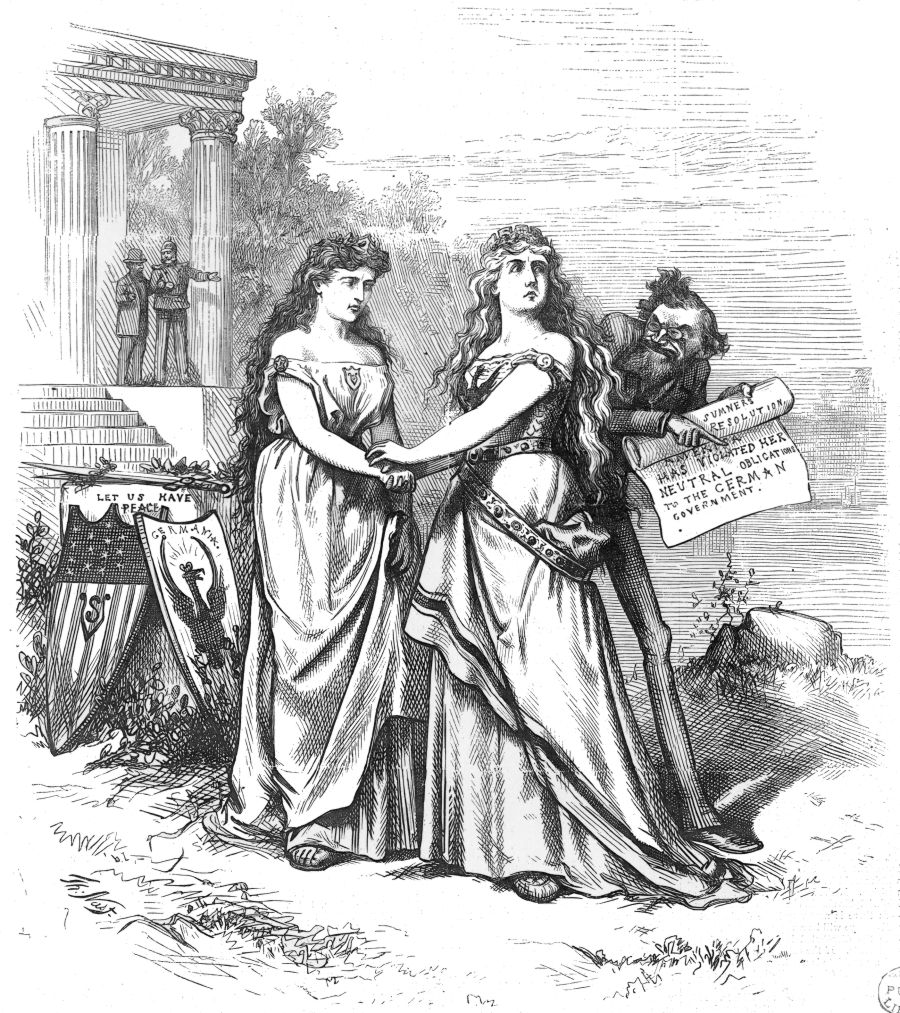
Columbia und Germania demonstrieren Einigkeit trotz belastender Dokumente, rechts der Deutsch-Amerikaner Carl Schurz (US-amerikanisch, 1872)

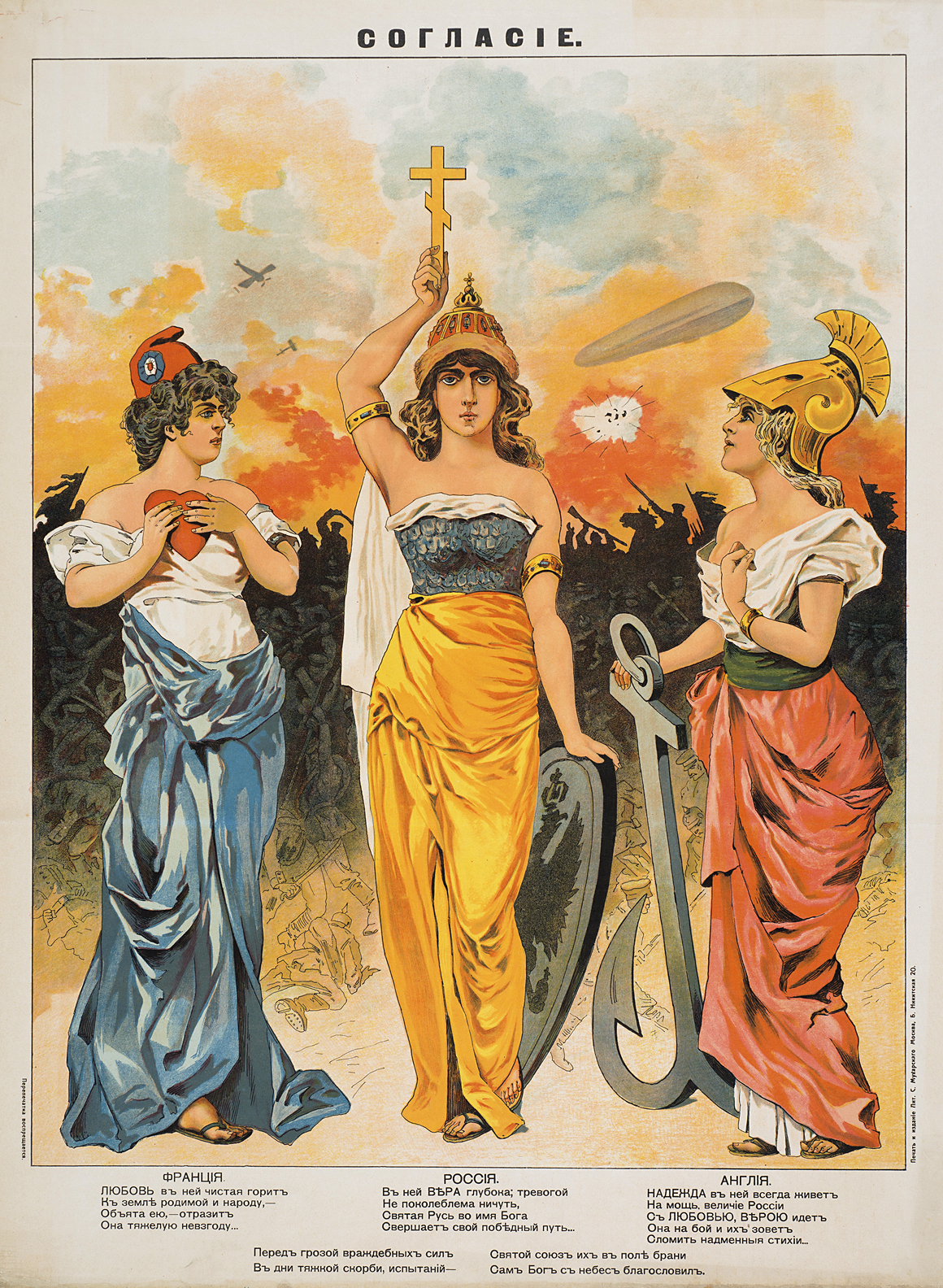
Marianne, Mütterchen Russland und Britannia als Triple Entente (russisch, 1914)

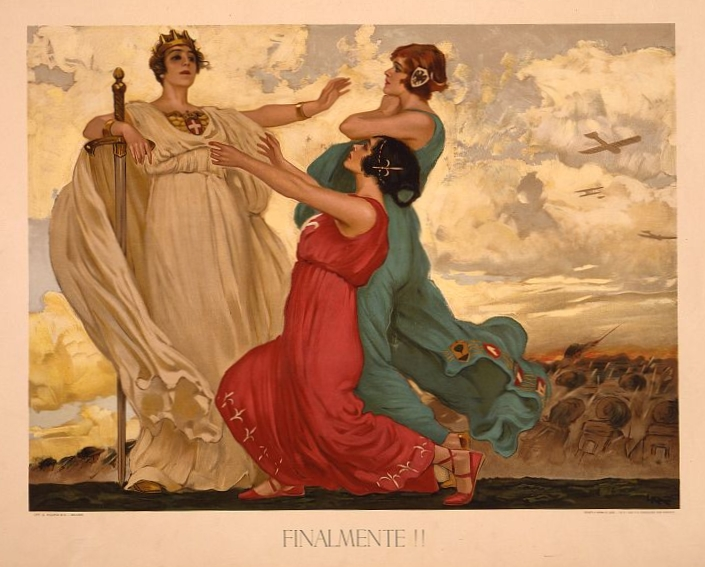
Italia turrita empfängt Triest und Trient (italienisch, 1918)

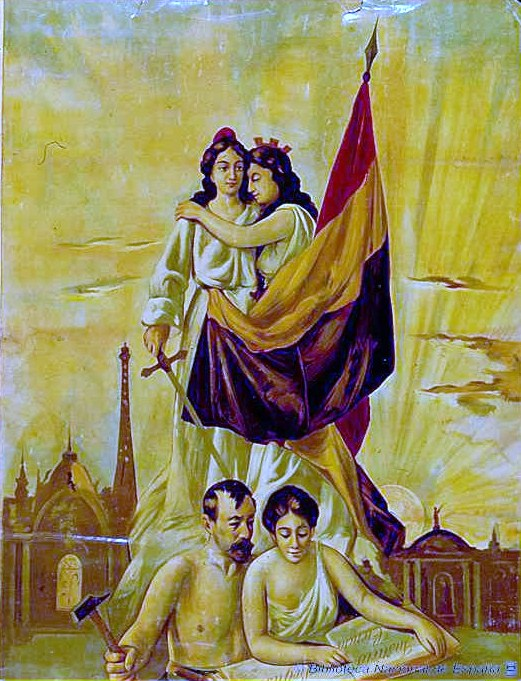
Hispania umarmt von Marianne (spanisch, 1931)

Der Glaube an einen Genius loci als örtlichen Schutzgeist entstammt antiker Tradition; entsprechend verehrten bereits Griechen und Römer lokale Schutzgottheiten neben dem maßgeblichen Pantheon. Weibliche Allegorien als Bildnis für einen Volksstamm beziehungsweise eine Nation sind damit bereits von den Römern überliefert: Auf römischen Münzen, die anlässlich militärischer Erfolge geprägt wurden, erschienen weibliche Personifikationen von Africa, Gallia, Judäa oder Germania in herabwürdigenden Trauerposen, entsprechend beschriftet mit IUDAEA CAPTA oder GERMANIA CAPTA. Die Schutzgöttin der Stadt Rom, Roma, wurde unter Augustus zu einer Identifikationsfigur erhoben. Während der Friedenszeit unter Kaiser Hadrian entstanden hingegen Münzmotive mit den „Schutzgottheiten“ der Reichsprovinzen als Einigkeitssymbolik.
In der mittelalterlichen Kunst gab es vereinzelt Allegorien, die mit regionalen Attributen versehen waren, ähnlich wie dies bei den meisten Heiligendarstellungen der Fall war. In der Renaissance-Kunst kamen weibliche, personifizierte Allegorien wieder verstärkt in Mode, standen nun jedoch nicht mehr im religiösen Sinne für Gottheiten, sondern stellten menschliche oder auch nationale Eigenschaften figürlich dar. Die Darstellungen von Fürstentümern und Reichen als Frauenfiguren dienten in dieser Zeit hauptsächlich als Motiv der Kunst oder zur Herausstellung nationaler Unterschiede.
Ein Nationalgedanke hinter den Schöpfungen wurde jedoch bereits in der Einigkeit stiftenden Figur einer Helvetia in der konfessionell uneinigen Schweiz verfolgt. Im Zuge der Französischen Revolution und der darauf folgenden Koalitionskriege fand der aufkeimende Nationalgedanke in Europa Fuß und Allegorien der Heimat repräsentierten romantisch-patriotische Motive des Vaterlandes. Überall in Europa kamen ab dem Jahr 1800 nationale Personifikationen nach antikisierendem Vorbild auf, um die jeweiligen Landeskinder unter einer visuell fassbaren Identifikationsfigur zu einen; dies auch in Ländern, die nicht in römischer Tradition standen. Im damals nicht geeinten Deutschland entstanden sowohl Personifikationen der deutschen Nation, wie auch Personifikationen der einzelnen Fürstentümer. Auch später und außerhalb von Europa entstanden noch nationale Personifikationen meist als Ausdruck von Patriotismus. Die weiblichen Personifikationen waren in ihrer Ausgestaltung und Ikonographie flexibel, stellten aber häufig eine wehrhafte Jungfrau oder eine Mutter der Nation dar. Ihnen war bei der Erschaffung gemeinsam, dass sie sich nicht auf historische Vorbilder einer Frau als Herrscherin oder Kriegerin bezogen, sondern die zugehörige Nation mit Insignien von dessen Macht ausstaffiert darstellten. Das in Europa verbreitete, bürgerliche Frauenideal um 1800 sah im Gegenteil keine kämpferischen Frauengestalten vor.
Aufgrund des Bilderverbots im Islam ist in der islamischen Welt die allegorische Personifikation der Nation nicht weit verbreitet. Dennoch kam es kurzlebig in der unmittelbaren postkolonialen Phase auch dort zur Übernahme der weiblichen Nationalallegorie aus der „europäischen Ikonographie“, etwa im Falle Algeriens und Ägyptens. Der Versuch einer Verschleierung machte diese Allegorien zu abstrakt und unpersönlich, weshalb diese Idee fallengelassen wurde.
| Staat                          | weibliche Allegorie                       | Erste Erwähnung/Einführung   | Bemerkung |
| ------------------------------ | ----------------------------------------- | ---------------------------- | --- |
| Argentinien                    | namenlos                                  | 19. Jahrhundert              | Personifikationen von Eigenschaften der Nation (Freiheit, Fortschritt, Vaterland), dargestellt mit Statuen und Münzen. Vergleichbar mit der brasilianischen Allegorie |
| Albanien                       | Mutter Albanien (Nëna Shqipëri)           | 19. Jahrhundert              | entstanden im Widerstand gegen das Osmanische Reich |
| Armenien                       | Mutter Armenien (Majr Hajastan)           | 1962–67                      | Monumentaldenkmal, als Ersatz für eine Stalinstatue errichtet |
| Bangladesch                    | Mutter Bengal (Bangla Maa)                | um 1905                      | entstanden im Widerstand gegen das Britische Weltreich und später Indien |
| Brasilien                      | namenlos (Efígie da República)            | 19. Jahrhundert              | Bildnis der Republiken Brasilien und Portugal, konnte sich in Portugal nicht durchsetzen. Vergleichbar mit den argentinischen Allegorien. |
| Bulgarien                      | Mutter Bulgaria                           |                              | |
| Dänemark                       | Mor Danmark                               | 18. Jahrhundert              | Symbol der dänischen Nation, vor allem in der Nationalromantik verwendet, teilweise Bezug zu der Figur der beiden Sønderjyske piger (Südjütländische Mädchen) als Allegorien des südlichen Jütlands |
| Deutschland                    | Germania                                  | frühes 19. Jahrhundert       | Wiederaufnahme einer römischen Allegorie; Sinnbild beginnenden deutschen Nationalbewusstseins |
| Deutschland                    | Germania                                  | frühes 19. Jahrhundert       | Weitere Allegorien derselben Epoche stehen romantisierend für damals oft eigenständige Fürstentümer oder (Reichs-)Städte: Bavaria – Bayern Berolina – Berlin Borussia – Preußen Brema – Bremen Brunonia – Braunschweig Francofurtia – Frankfurt a. M. Franconia – Franken Hammonia – Hamburg Lubeca – Lübeck Saxonia – Sachsen Württembergia – Württemberg (Darstellung aus dem Jahr 1720) |
| Europa                         | Europa                                    |                              | an griechische Sage angelehnte Personifikation des Kontinents, verbreitete politische Allegorie seit Gründung der Europäischen Union |
| Finnland                       | Jungfrau Finnland                         | 19. Jahrhundert              | allegorische Tochter der schwedischen Swea, verwendet im Widerstand gegen das Russische Reich |
| Frankreich                     | Marianne                                  | ab 1792                      | Freiheitssymbol der Französischen Revolution; Allegorie der Republik |
| Frankreich                     | Gallia / Francia                          | vor 1792                     | Allegorie des Ancien Régime |
| Georgien                       | Mutter Georgiens (Kartvlis Deda)          | 1958                         | Monumentaldenkmal der Hauptstadt Tiflis; nach der Unabhängigkeit von der Sowjetunion wurde die Figur angepasst. Zudem ist St. Georg der Schutzheilige des Landes. |
| Großbritannien                 | Britannia                                 | 17. Jahrhundert              | Wiederaufnahme einer römischen Allegorie; in Verwendung ungefähr seit der Vereinigung Schottlands und Englands |
| Griechenland                   | Hellas                                    | 19. Jahrhundert              | |
| Irland                         | Hibernia                                  | 19. Jahrhundert              | weibliche Allegorie in römischer Tradition |
| Indien                         | Mutter Indien (Bharat Mata)               | 19. Jahrhundert              | Amalgam weiblicher hinduistischer indischer Gottheiten, insbesondere Durga. Entstanden unter britischer Besatzung. |
| Indonesien                     | Mutter Prithivi (Ibu Pertiwi)             |                              | lokale Adaption der hinduistischen Gottheit Prithivi |
| Island                         | Bergfrau (Fjallkonan)                     | 1752                         | populär seit dem 18. Jahrhundert |
| Italien                        | Italia turrita                            | 19. Jahrhundert              | altrömisch saturnia tellus; seit dem 16. Jahrhundert in der Kunst dargestellt. Ähnliche Allegorien derselben Epoche stehen romantisierend für damals eigenständige Fürstentümer: Venetia. |
| Kanada                         | Mother Canada                             |                              | wenig verbreitet |
| Malta                          | Melita                                    | 1899                         | unter britischer Hoheit eingeführt auf Briefmarken und Banknoten |
| Mazedonien                     | Mutter Mazedonien                         |                              | |
| Mexiko                         | namenlos (Alegoría de la Patria Mexicana) | frühes 19. Jahrhundert       | etabliert im Krieg gegen die USA und im Kaiserreich |
| Neuseeland                     | Zealandia                                 | frühes 20. Jahrhundert       | Nationalallegorie in Wappen, Briefmarken, Banknoten und in Form von Statuen |
| Niederlande                    | Niederländische Maid (Nederlandse Maagd)  | 1796                         | Freiheitsfigur nach Vorbild der französischen Marianne |
| Norwegen                       | Mutter Norwegen (Mor Norge)               | frühes 19. Jahrhundert       | |
| Österreich                     | Austria                                   | 19. Jahrhundert              | zuvor auch als Allegorie der Habsburger verstanden |
| Österreich                     | Austria                                   | 19. Jahrhundert              | Regionale Allegorien existieren, etwa: Tyrolia – Tirol (entstanden im Freiheitskampf gegen die napoleonische Besatzung) |

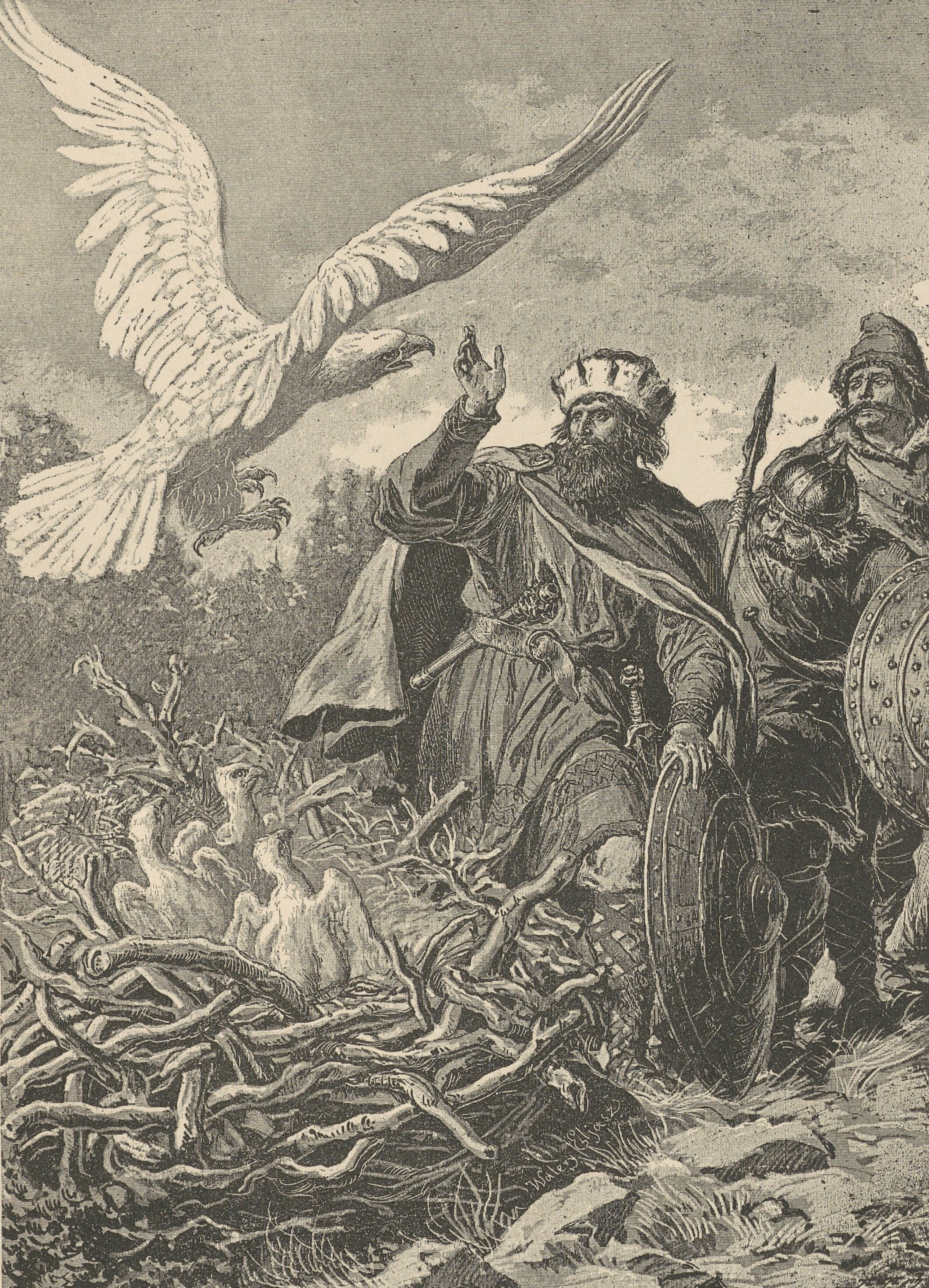
Lech, Čech und Rus: Legendäre Stammväter der slawischen Nationen

| Polen                          | Polonia                                   | 13. Jahrhundert              | Erste Erwähnung im Hymnus „Gaude Mater, Polonia“ (lateinisch Freue dich, Mutter Polen) |
| Römisches Reich                | Roma                                      | 1. Jahrhundert nach Christus | ursprünglich Göttin, unter Augustus zur Identifikationsfigur erhoben |
| Russland                       | Mütterchen Russland (Россия-Матушка)      |                              | alte Legendengestalt, möglicherweise aus der Figur der Mokosch hervorgegangen (in Sowjetzeiten umbenannt: Mutter Heimat) |
| Schottland                     | Caledonia / Scotia                        |                              | Wiederaufnahme einer römischen Allegorie für Schottland |
| Schweden                       | Mutter Svea (Moder Svea)                  | 1697                         | entstanden als allegorische Theaterfigur, im 19. Jahrhundert zur Identifikationsfigur erhoben |
| Schweiz                        | Helvetia                                  | 1672                         | Ausdrücklich als Allegorie der Einheit der Eidgenossenschaft geschaffen |
| Schweiz                        | Helvetia                                  | 1672                         | Kantonsallegorien derselben Epoche existieren, etwa: Berna – Bern |
| Serbien                        | Mutter Serbien (Majka Srbija)             | 19. Jahrhundert              | entstanden während der Unabhängigkeitsbewegungen |
| Spanien                        | Hispania                                  | Römische Zeiten              | Wiederaufnahme einer römischen Allegorie |
| Tschechien                     | Čechie                                    | 19. Jahrhundert              | weibliche Form des Urvaters Čech |
| Ukraine                        | Berehynia                                 | nach 1990                    | entstanden als nationale Identifikationsfigur; angebliche legendenhafte heidnische Schutzgottheit |
| Ungarn                         | Hungaria                                  | 19. Jahrhundert              | |
| Vereinigte Staaten von Amerika | Lady Liberty                              |                              | Personifikation des amerikanischen Freiheitsgedankens, verkörpert in der Freiheitsstatue |
| Vereinigte Staaten von Amerika | Columbia                                  | 18. Jahrhundert              | historische weibliche Allegorie; weitgehend durch Uncle Sam abgelöst |

## Stammvater
Neben dem genius loci etablierten sich in verschiedenen Nationen weitere teils legendäre, teils historische Identifikationsfiguren. Dabei wird eine konkrete Figur als Stammvater des Volkes im Sinne einer Herkunftssage verklärt. Anders als bei der weiblichen Nationalallegorie wird eine persönliche Verbindung der Stammes- oder Volksangehörigen zu dem Ahnherren angenommen, in der Regel ein Abstammungsverhältnis. Ferner baut der romantisierende Typus des Stammvaters auf zuvor existierenden Legenden auf und lässt aufgrund spezifischer Symbolik weniger Deutungsspielraum zu. Zu Beginn des 19. Jahrhunderts waren etwa die zwei am stärksten verbreiteten Identifikationsahnen des Deutschen Reichs „Barbarossa“ und „Arminius“, letzterer wurde erst in der zweiten Hälfte des 20. Jahrhunderts weitgehend entmystifiziert. Hinzu kamen weitere regionale „Heiligenfiguren“. Diese Figuren sind in der Regel eher als Nationalsymbole oder Nationalhelden zu verstehen (vergleiche auch diese Artikel).

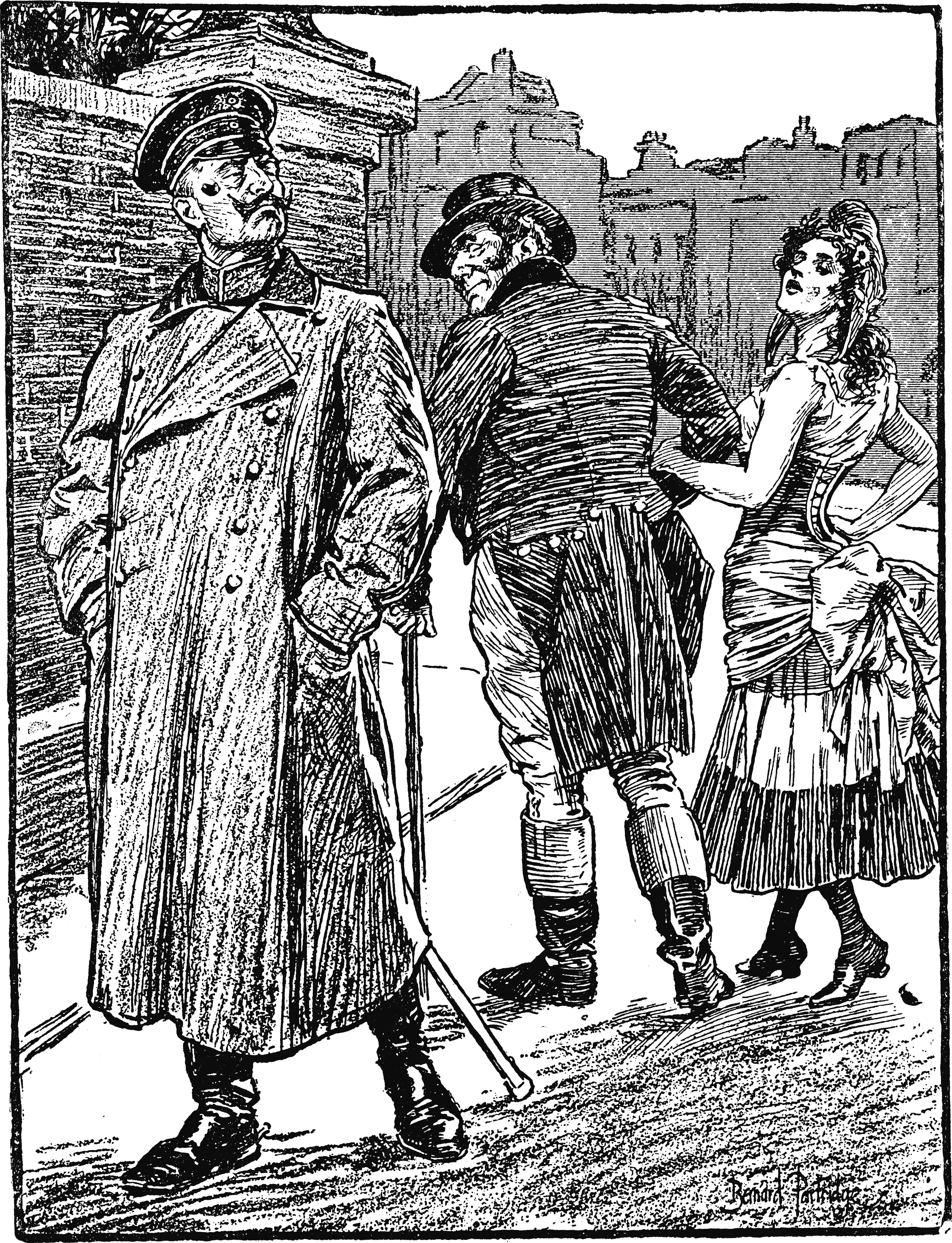
Karikatur mit drei unterschiedlichen Personifikationstypen von rechts nach links: Klassische weibliche Allegorie (Marianne), Typenkarikatur (John Bull), Karikatur des Souveräns (Wilhelm II.)

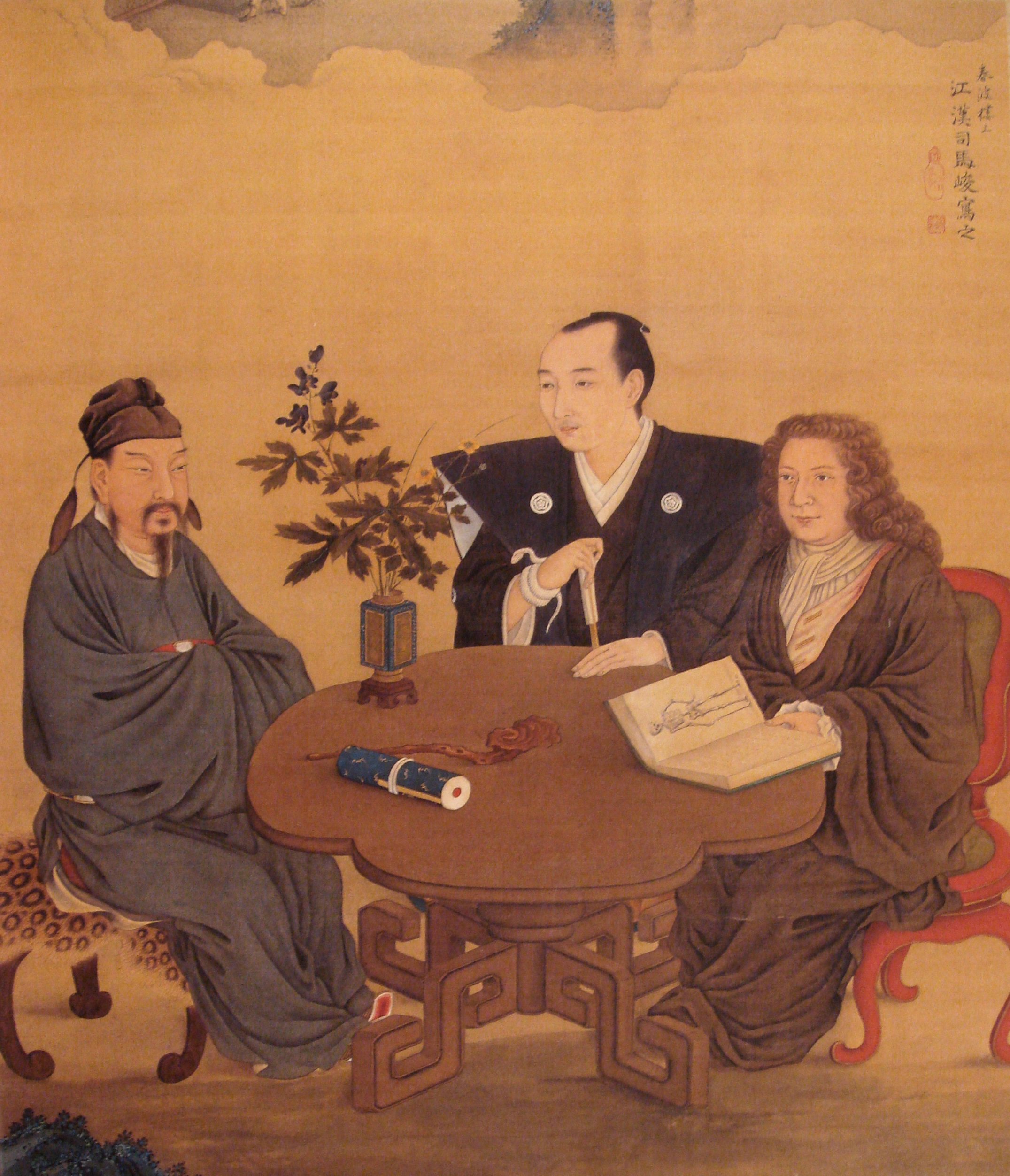
China, Japan und der Westen an einem Tisch: Typisierung anhand eindeutiger Tracht (japanisch, 19. Jahrhundert)

| Staat       | Stammvater/-mutter | Bemerkung                                                                                                   |
| ----------- | ------------------ | --- |
| China       | Huangdi            | mythischer erster Kaiser Chinas                                                                             |
| Dänemark    | Holger Danske      | im 16. Jahrhundert romantisierter Sagenheld des 9. Jahrhunderts; dann Urvater der Nation im 18. Jahrhundert |
| Deutschland | Arminius           | als romantisierter germanischer Volksheld im Kampf gegen Rom/ausländische Mächte                            |
| Deutschland | Barbarossa         | als schlafender, rechtmäßiger Kaiser und Lehnsherr                                                          |
| Irland      | Ériu (Éire)        | legendenhafte Königin; Urmutter der Nation in keltischer Tradition                                          |
| Japan       | Amaterasu/Jimmu    | Sonnengöttin als Ahnenmutter des japanischen Volks und der von ihr abstammende legendäre erste Tenno        |
| Korea       | Dangun             | legendärer König des ersten koreanischen Reiches                                                            |
| Polen       | Lech               | legendenhafter patriarchalischer Urvater der Nation                                                         |
| Russland    | Rus                | legendenhafter patriarchalischer Urvater der Nation                                                         |
| Tschechien  | Čech               | legendenhafter patriarchalischer Urvater der Nation                                                         |

## Typenkarikatur als Allegorie
Allegorische Personifikationen sind nicht nur identitätsstiftend, sondern erlauben auch die bildhafte Darstellung von Handlungen oder Dialogen. Schlafende, kämpfende oder gestikulierende Allegorien finden sich in Zeitungskarikaturen seit dem 18. Jahrhundert. So waren um 1790 folgende Typenkarikaturen in der englischsprachigen Presse populär: John Bull für England (als literarische Figur erschaffen bereits 1712, als Karikatur erst ab etwa 1757 populär), Brother Jonathan für die USA (diffuse Entstehungsgeschichte; populär erst ab etwa 1780), Jacobin für das revolutionäre Frankreich (populär praktisch nur während der Revolutionsjahre), Jack Tar (als Typenkarikatur der Britischen Royal Navy). Diese Figuren waren von ihrem Typ her meist durch frühere, meist anekdotische Erwähnungen, Stereotype oder Volkssagen bekannt, von denen sie auch unvorteilhafte Züge erben konnten, ohne dadurch die Nation herabzuwürdigen – ein großer Gegensatz zu den idealisierten Frauengestalten, welche sie ablösten. Brother Jonathan und John Bull wurden in der zeitgenössischen Presse des 19. Jahrhunderts häufig als gleichrangige Rivalen porträtiert, wobei sie als Stereotype sowohl stellvertretend für ihre jeweilige Nation standen, wie auch für deren Einwohner. Das Stereotypenbild des deutschen Michels wurde innerhalb Deutschlands als Allegorie auf die Deutschen verstanden, nicht jedoch der Regierungen und Fürstentümer, was zu Vergleichen mit John Bull als der Allegorie der Engländer einlud. Die Allegorien entwickelten sich später unterschiedlich weiter: Brother Jonathan wurde im Punch während des amerikanischen Bürgerkriegs populär verschmolzen mit Uncle Sam sowie einem über-idealisierten Abraham Lincoln, was später von immer mehr Karikaturisten übernommen wurde und Jonathan verdrängte. Während Uncle Sam und John Bull etwa aufgrund ihres Auftretens auf Rekrutierungsplakaten in Richtung der personifizierten Regierung rückten, blieb die Figur des deutschen Michels eine Allegorie auf Einwohnerschaft oder Bürgertum und repräsentiert in der Regel nicht die Nation als solche. So wird er bis heute in der politischen Karikatur verwendet.
Je nach politischer Lage und Nationalität des Künstlers können Karikaturen leicht auch unvorteilhaft dargestellt werden, ähnlich den besiegten Allegorien auf römischen Münzen. Künstler und Karikaturisten entscheiden sich häufig auch dazu, anstelle einer teils nur für Eingeweihte erkennbaren, benannten Allegorie zur Personifizierung einer Nation eine nationale Uniform oder Tracht zu wählen, oder aber der Figur bestimmte zusätzliche Attribute beizugeben. Dabei sind die Übergänge fließend. Dem Autor wie dem Leser helfen die erkennbaren Attribute und Stereotype zur Identifikation der personifizierten Nation. Aktuelle Formen der nationalen Personifikation lassen sich auch in Comicform finden, so beispielsweise bei dem Internetmem des Polandballs oder in der japanischen Serie Hetalia: Axis Powers, wo Länder als Personen auftreten.
Die Karikatur erlaubt ferner auch klar rassistische Darstellungen und sogenannte Ethnophaulismen-Figuren, die ausschließlich zur Herabwürdigung einer anderen Nation oder Gruppe dienen. Beispiele hierfür sind oder waren der Wenzel (gegen Tschechen), der Iwan (gegen Russen), aber auch le Boche (gegen Deutsche) oder the Sawney (gegen Schotten). Auch die zunächst nur negativ assoziierten Ethnophaulismen können nachträglich zur Nationalallegorie und/oder einem Identifikationssymbol der eigenen Nation oder eines Teils ihrer Bewohner umgemünzt werden. Der deutsche Michel entstammt einem pejorativen Bauernbild, ebenso wie der dominikanische Conchoprimo zunächst als Stereotyp für die ungeschlachte und ungebildete Landbevölkerung galt. Der südamerikanische Roto, in den Nachbarländern als marginalisierter, verarmter Stadtbewohner verpönt, wurde in Chile zum anonymen Kriegshelden.
Eine weitere Form der Verdichtung einer gesamten Bevölkerung auf eine einzelne Person ist die des Durchschnittskonsumenten: Otto Normalverbraucher und Familie Mustermann sind Beispiele im deutschen Sprachraum, vergleichbar damit sind John Doe in den USA, Doña Juanita in Chile und auch Ola Nordmann in Norwegen.
In die folgende Liste aufgenommen wurden nur unter einem bestimmten Namen bekannte Allegorien auf Nationalitäten, die auch im Selbstbezug verwendet werden.
| Staat                          | Name der Allegorie     | Bemerkung |
| ------------------------------ | ---------------------- | --- |
| Australien                     | Little Boy from Manly  | politische Karikatur, 1885 propagiert von der Zeitung The Bulletin                                                                 |
| Chile                          | Roto                   | ursprünglich Ethnophaulismus in Nachbarländern für Chilenen, mittlerweile auch als Selbstbild adaptiert                            |
| Deutschland                    | Deutscher Michel       | aufgekommen vermutlich in der Renaissance, populäres Motiv seit dem Vormärz                                                        |
| Dominikanische Republik        | Conchoprimo            | Variante des bäuerlichen Caudillo, mittlerweile auch als Selbstbild adaptiert                                                      |
| Großbritannien                 | John Bull              | politische Karikatur wie auch Einwohnerallegorie, in verschiedener Verwendung seit 1712                                            |
| Israel                         | Srulik                 | politische Karikatur; 1956 entwickelt als Abkehr von antijüdischen Klischees                                                       |
| Kanada                         | Johnny Canuck          | politische Karikatur, in verschiedener Verwendung seit 1869                                                                        |
| Norwegen                       | Ola Nordmann           | reine Einwohnerallegorie, in Verwendung seit dem frühen 20. Jahrhundert                                                            |
| Palästina                      | Handala                | entstanden 1969 als politische Protestkarikatur gegen Marginalisierung                                                             |
| Philippinen                    | Juan dela Cruz         | ursprünglich pejoratives Typenbild, in Verwendung seit dem frühen 20. Jahrhundert                                                  |
| Portugal                       | Zé Povinho             | Einwohnerallegorie, übersetzt ungefähr als „Josef Volk“ – in Verwendung seit ca. 1875                                              |
| Ukraine                        | Kosak Mamaj            | idealisierter Kosak, etwa ab dem 18. Jahrhundert                                                                                   |
| Ungarn                         | állambácsi             | übersetzt "Onkel Staat" oder "Herr Staat"                                                                                          |
| Vereinigte Staaten von Amerika | Brother Jonathan       | historische Allegorie von Neuengland als britischer Kolonie im 17. Jahrhundert, gab zahlreiche Attribute an Uncle Sam ab           |
| Vereinigte Staaten von Amerika | Uncle Sam              | erstmals verwendet 1812, populär seit ca. 1865, offiziell etabliert 1961; häufig auch als Allegorie auf die US-Regierung angewandt |
| Wales                          | Dame Wales (Mam Cymru) | aufgekommen als politische Karikatur um 1906                                                                                       |

## Tierische Nationalallegorien

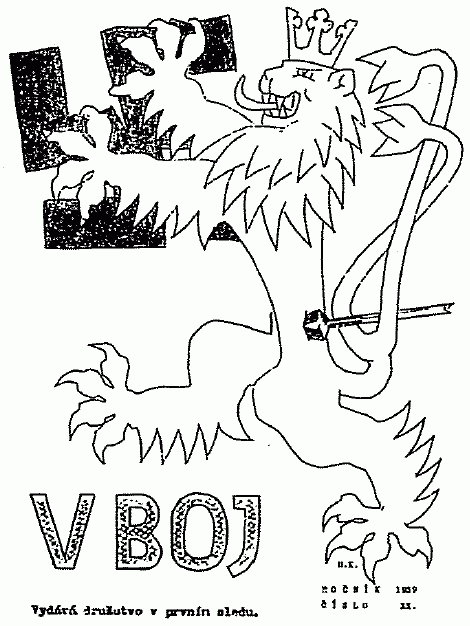
Der böhmischer Löwe repräsentiert den tschechischen Widerstand, Zeitschrift V boj (1940)

Anstelle von menschlichen Personifikationen sind auch Tiere als Identifikationsfiguren und -symbole möglich. Dabei handelt es sich sehr häufig um das Wappentier. 
| Staat           | Name der Allegorie                       | Erste Erwähnung/Einführung  | Bemerkung                                                                                              |
| --------------- | ---------------------------------------- | --------------------------- | --- |
| Australien      | Boxing kangaroo                          | 1940er                      | namensgebendes Tier der Sportflagge Australiens                                                        |
| China           | Drache (chinesisch 龍 / 龙, Pinyin lóng) | 2. Jahrhundert vor Christus | Allegorie des Kaisers und des Kaiserreichs                                                             |
| China           | Panda                                    |                             | als Symboltier der VR China seit der zweiten Hälfte des 20. Jahrhunderts                               |
| Frankreich      | Gallischer Hahn                          | 1792                        | Freiheitssymbol der Französischen Revolution; die Lilie stand zuvor für das Ancien Régime              |
| Großbritannien  | Britischer Löwe                          |                             | übernommen aus der Heraldik                                                                            |
| Großbritannien  | Bulldogge                                |                             | tierische Verkörperung John Bulls                                                                      |
| Niederlande     | Leo Belgicus                             | 16. Jahrhundert             | (historisch) kartografische Interpretation des Wappentiers in Form der niederländischen Provinzen      |
| Römisches Reich | Reichsadler                              | 1. Jahrhundert vor Christus | ursprünglich religiöses Symbol, später militärisches Identifikationssymbol und dynastisches Wappentier |
| Russland        | Russischer Bär                           | 16. Jahrhundert             | Seit dem 20. Jahrhundert stärker auch innerhalb Russlands verwendet. Das Wappentier ist der Adler.     |
| Singapur        | Merlion                                  | 1964                        | entworfen für das Stadtmarketing in Anspielung auf die Gründungslegende der Stadt                      |
| Tschechien      | Böhmischer Löwe                          |                             | übernommen aus der Heraldik.                                                                           |
| Türkei          | Wolf                                     | 4. Jahrhundert vor Christus | Asena-Legende                                                                                          |
| USA             | Weißkopfseeadler                         |                             | übernommen aus der Heraldik                                                                            |
| Deutschland     | Reichsadler, Bundesadler                 |                             | übernommen aus der Heraldik                                                                            |
| Tibet           | Schneelöwe                               |                             | aus der buddhistischen Mythologie                                                                      |

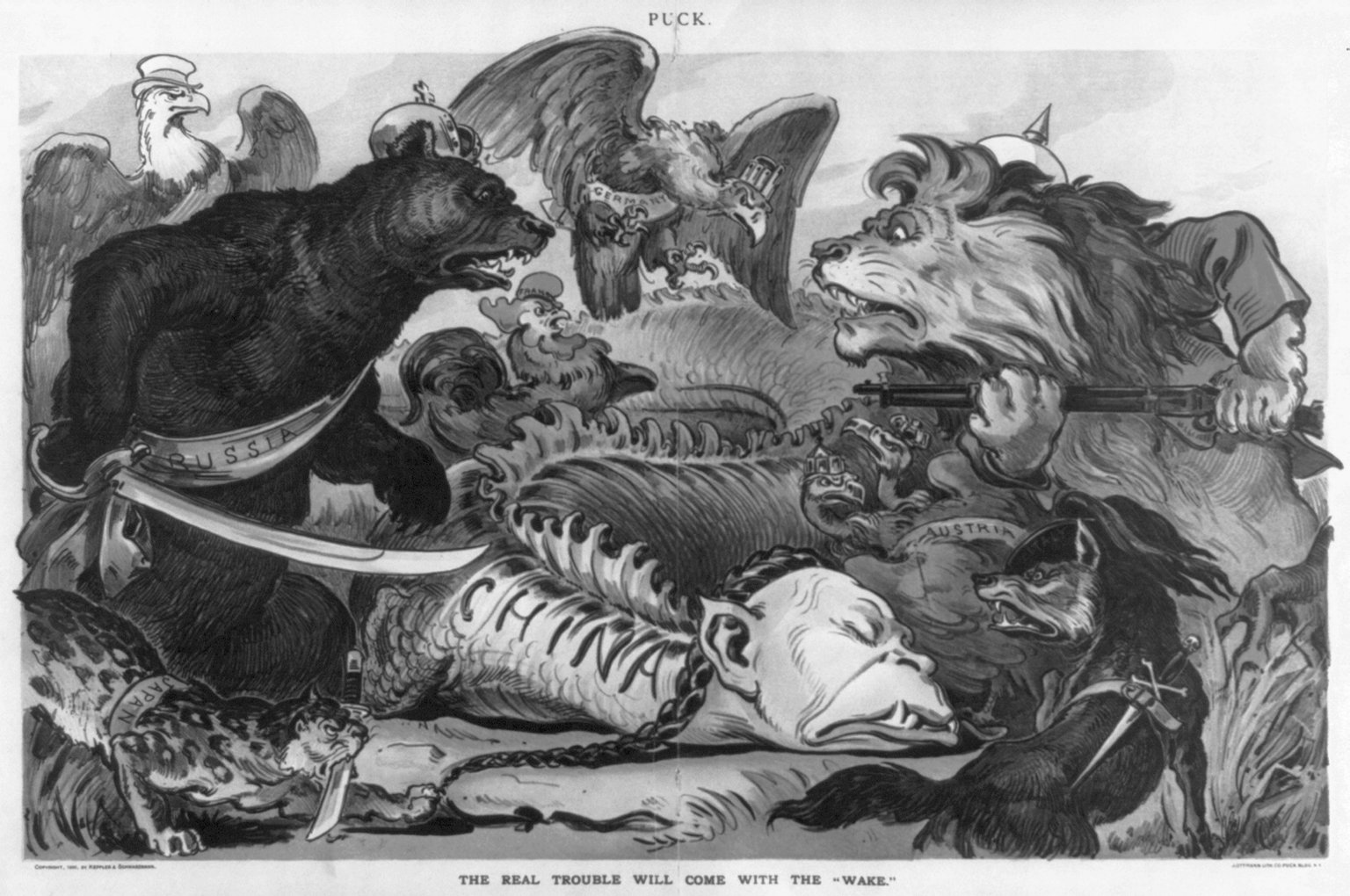
Die Weltmächte kämpfen um den toten Drachen China (US-amerikanisch, 1900)
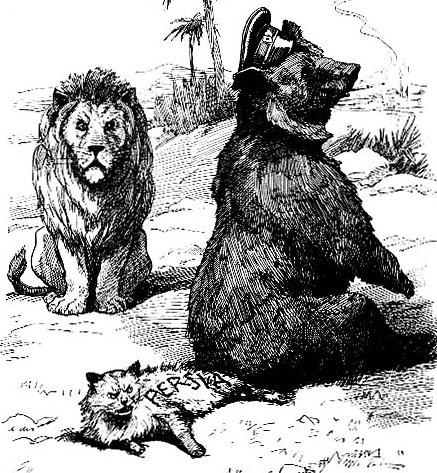
Zentralasien in Gestalt Persiens wird buchstäblich von Russland besetzt (britisch, 1911)
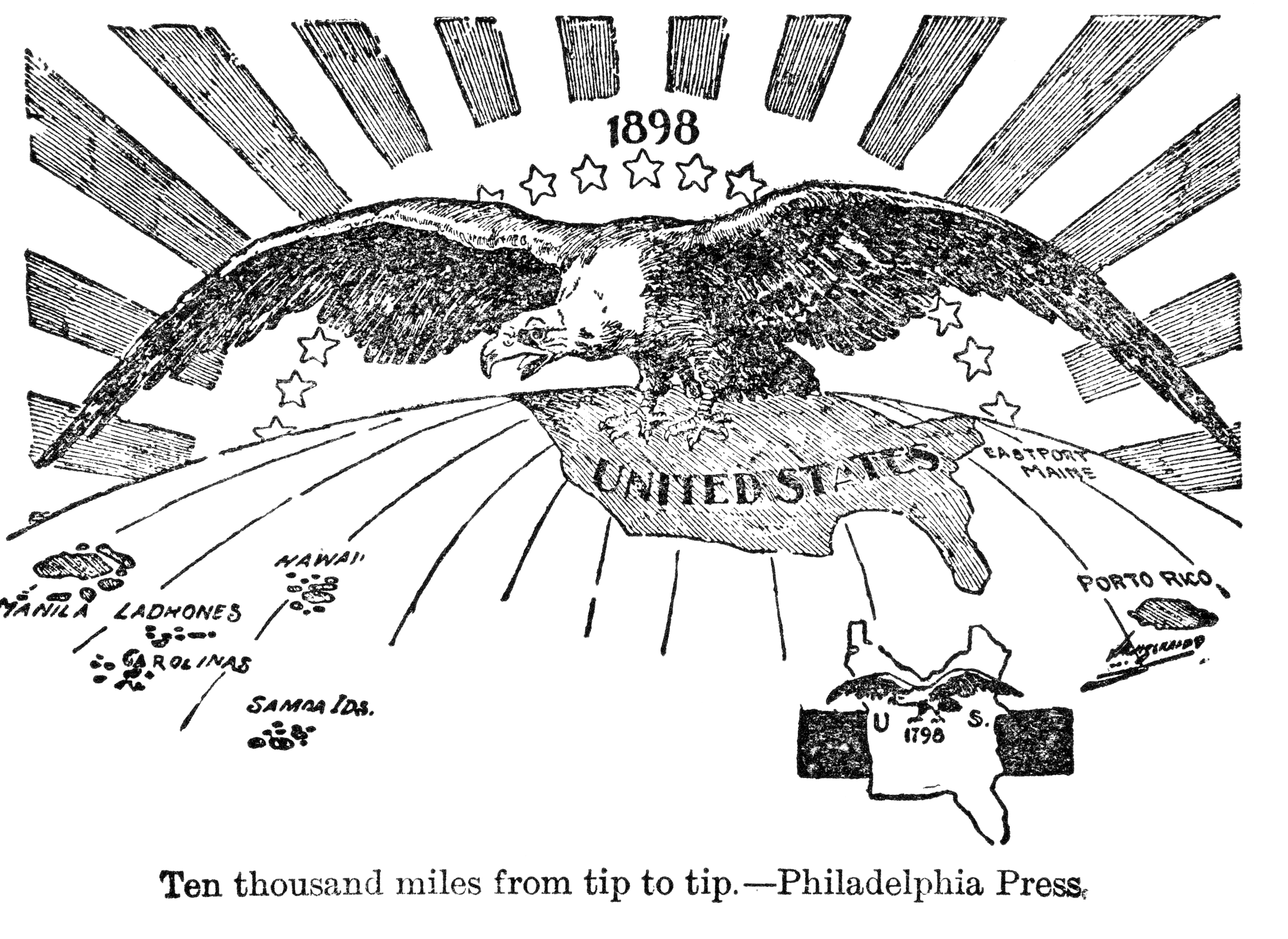
Amerikanischer Adler mit Spannweite von 10.000 Meilen (US-amerikanisch, 1898)
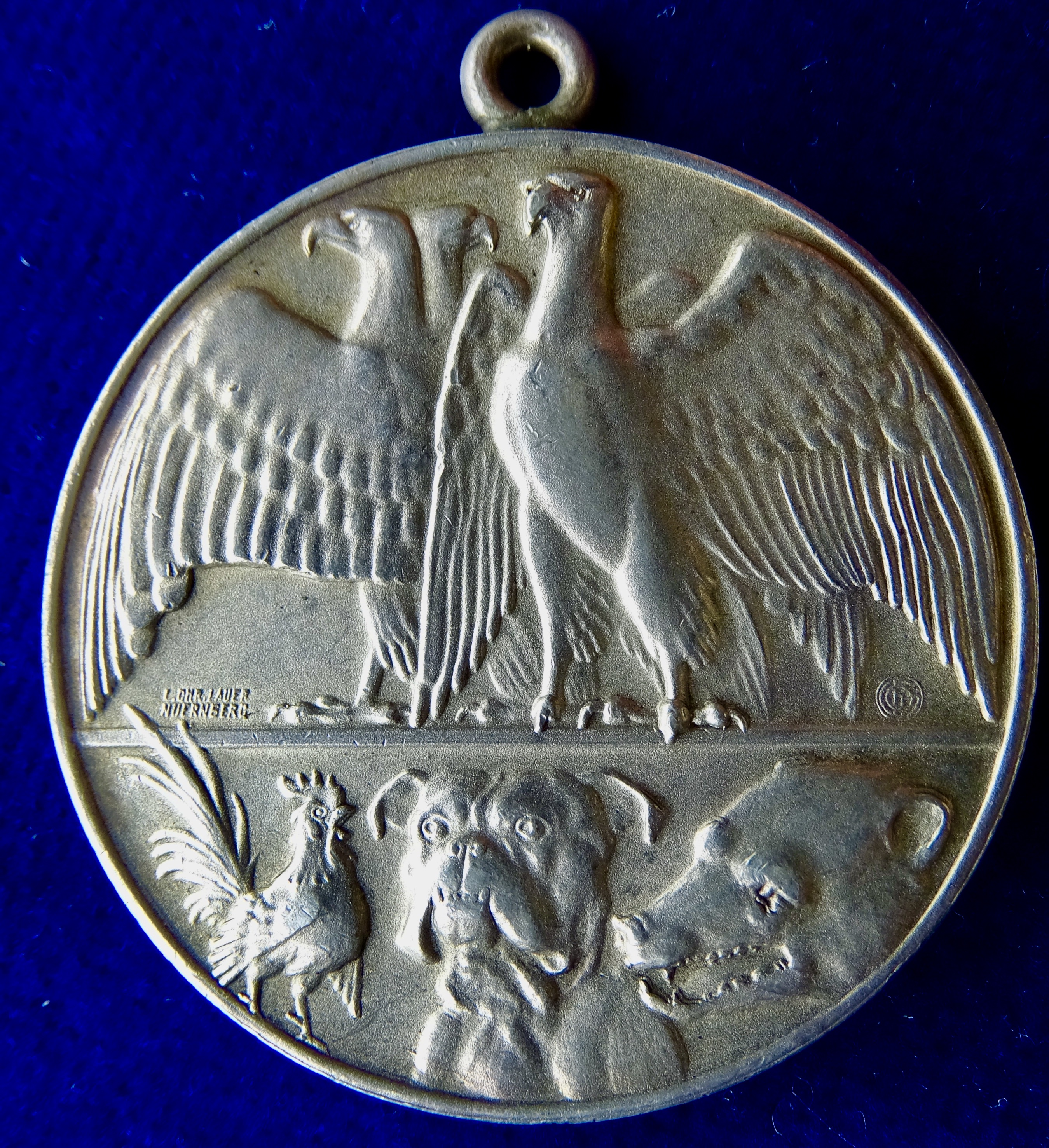
Medaille, Erster Weltkrieg: Adler der Mittelmächte über Tierallegorien der Entente